# Deparia setigera
Deparia setigera är en majbräkenväxtart som först beskrevs av Ren-Chang Ching och Yin Tang Hsieh, och fick sitt nu gällande namn av Z.R.Wang. Deparia setigera ingår i släktet Deparia och familjen Athyriaceae. Inga underarter finns listade.